# Parc Nacional de Láhko
El Parc Nacional de Láhko (en noruec: Láhko nasjonalpark) és un parc nacional de Noruega, situat als municipis de Gildeskål, Meløy i Beiarn, al comtat de Nordland. El parc compta amb unes característiques geològiques úniques, incloent l'àrea més gran de Noruega de carst i coves. També hi ha plantes estranyes i charales dins del parc. El parc va ser establert el desembre de 2012 i té una superfície de 188 quilòmetres quadrats.